# کمینگاه دزدان ۲: پنترا
کمینگاه دزدان ۲: پنترا یا لانه دزدان ۲: پنترا (انگلیسی: Den of Thieves 2: Pantera) یک فیلم سرقت آمریکایی محصول سال ۲۰۲۵ به نویسندگی و کارگردانی کریستین گودگاست است. این فیلم دنباله‌ای مستقیم بر فیلم کمینگاه دزدان (۲۰۱۸) با بازی جرارد باتلر و اوشی جکسون جونیور است که نقش‌های خود از فیلم نخست را تکرار می‌کنند.

## خلاصه داستان
بلافاصله پس از وقایع فیلم اول، کلانتر نیک اوبراین در حال تعقیب دونی ویلسون است که به اروپا فرار کرده و در حال برنامه‌ریزی برای سرقت دیگری است.

## بازیگران
- جرارد باتلر
- اوشی جکسون جونیور
- اوین احمد
- سالواتوره اسپوزیتو
- میدو ویلیامز
- سوئن تمل

## تولید
پس از اکران فیلم اول در سال ۲۰۱۸، ساخت دنباله‌ای در دست ساخت بود و برنامه‌هایی برای بازگشت کریستین گودگاست به عنوان کارگردان و نویسنده و همچنین برای بازگشت جرارد باتلر و اوشی جکسون جونیور و اجرای مجدد نقش‌هایشان در دست اجرا بود. در ابتدا قرار بود فیلمبرداری این فیلم در سال ۲۰۲۲ آغاز شود. فیلمبرداری اصلی از آوریل تا ژوئیه ۲۰۲۳ در بریتانیا و جزایر قناری انجام شد. برای فیلمبرداری و ساخت فیلم، چند منظر از خیابان‌های اصلی سانتا کروس (اسپانیا) مانند ایجاد یک ایستگاه پلیس و جواهرفروشی و راه‌اندازی یک کافه محلی برای نمود ظاهر فرانسوی، تغییر کرد.

## بازخورد

### گیشه
تا ۲ فوریه ۲۰۲۵، این فیلم در ایالات متحده و کانادا ۳۴٫۵ میلیون دلار و در سایر مناطق ۱۵٫۱ میلیون دلار به دست آورده است که مجموعاً ۴۹٫۵ میلیون دلار در سراسر جهان فروش داشت.

### واکنش نقادانه
در وبگاه جمع‌آوری نقد راتن تومیتوز، ٪۶۲ از ۸۱ بررسی منتقدان مثبت است و میانگینِ امتیاز آن ۶/۱۰ است. این فیلم در متاکریتیک که از میانگین وزنی استفاده می‌کند، بر اساس نظر ۲۳ منتقدین امتیاز ۶۰ از ۱۰۰ را کسب کرده که نشان‌گر «نقدهای مختلط یا متوسط» است. تماشاگرانی که در نظرسنجی سینماسکور شرکت کردند، مانند فیلم اول به این فیلم نمره میانگین «B+» از A+ تا F دادند؛ آن‌هایی که در نظرسنجی پست‌ترک شرکت کردند، نمره کلی ۷۲٪ مثبت به آن دادند.

## دنباله
در ژانویه ۲۰۲۵، باتلر برنامه‌های خود را برای ساخت فیلم سوم تأیید کرد.